# Репно
Репно је насељено место у саставу града Златара у Крапинско-загорској жупанији, Хрватска. До територијалне реорганизације у Хрватској налазило се у саставу старе општине Златар-Бистрица.

## Становништво
На попису становништва 2011. године, Репно је имало 231 становника.

## Попис1991.
На попису становништва 1991. године, насељено место Репно је имало 302 становника, следећег националног састава:
| Попис 1991.‍ | Попис 1991.‍ | Попис 1991.‍ | Попис 1991.‍ | Попис 1991.‍ |
| ----------- | ----------- | ----------- | ----------- | ----------- |
|             |             |             |             |             |
| Хрвати      | Хрвати      |             | 300         | 99,33%      |
| непознато   | непознато   |             | 2           | 0,66%       |
| укупно: 302 |             |             |             |             |